# Marjorie Courtenay-Latimer

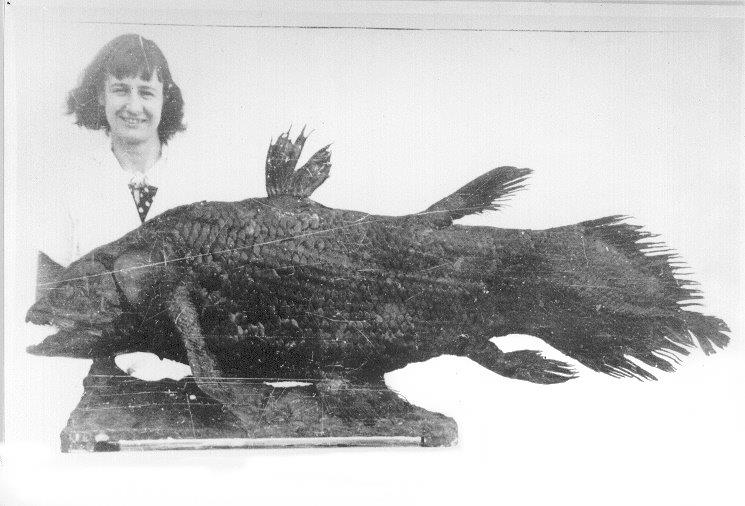
Marjorie Courtenay-Latimer descubrió este celacanto, anteriormente sólo visto en fósiles de millones de años, capturado por un pescador. Le fue dado el nombre Latimeria chalumnae en su honor.

Marjorie Eileen Doris Courtenay-Latimer (24 de febrero de 1907 – 17 de mayo de 2004) fue una curadora del museo sudafricana que en 1938 atrajo la atención mundial por la existencia del celacanto, un pez que se creía extinto hace sesenta y cinco millones de años.

## Biografía
Nació en East London, Sudáfrica, hija de un jefe de estación de los Ferrocarriles sudafricanos. Nació dos meses prematuramente y durante su niñez fue una niña débil, casi muriendo en ocasión de una infección de difteria. A pesar de su fragilidad, muy joven ya era ávida naturalista y disfrutaba de actividades exteriores. Cuándo visitaba a su abuela en la costa,  se fascinaba por el faro Isla de Pájaro. A los once, ya era experta en pájaros.
Después de su escolaridad, se entrenó para enfermera en King William's Town pero, justo antes de acabar su formación fue alertada de un trabajo en East London el recientemente abierto Museo de East London, Cabo Oriental. A pesar de nunca recibir cualquier formación formal, impresionó a sus entrevistadores con su amplio conocimiento como naturalista sudafricana y fue contratada a los veinticuatro años, en agosto de 1931.
Ocupó el resto de su carrera en el Museo, retirándose primero a una granja en Tsitsikamma donde escribió un libro sobre flores y luego volvió a East London.
Nunca se casó debido al ″amor de su vida que″ murió cuando tenía veinte años.

## Descubrimiento del celacanto
Trabajaba recogiendo rocas, plumas, conchas, para su museo, y quiso ver los especímenes inusuales de pescadores. El 22 de diciembre de 1938 recibió un telefonema de que había sido traído un raro pez. Fue a los muelles para inspeccionar el pescado del Capitán Hendrik Goosen. "Aparté las capas de lodo para descubrir el pez más bonito que jamás había visto", dijo. "Medía 15 dm, con un pálido azulino con flecos blanquecinos; como plata iridiscente-azul-verde por todas partes. Y cubierto de escamas duras, y como cuatro piernas tipo aletas y una extraña cola de perro."
Llevó el espécimen al museo en un taxi e intentó encontrarlo en sus libros sin éxito. Ansiosa de preservar el pez, y no habiendo ninguna instalación en el museo, Courtenay-Latimer lo llevó a la morgue, pero la rechazaron. Intentó contactarse con J.L.B. Smith, un amigo que enseñaba en Rhodes University, para ayudar a identificarlo, pero se hallaba fuera. A regañadientes envió a un taxidermista la piel y las tripas del animal.
Cuando Smith finalmente llegó el 16 de febrero de 1939, inmediatamente reconoció al pez como celacanto. "No hubo una sombra de duda", es una de aquellas criaturas de hace 200 millones de años viva otra vez". Smith le daría el nombre científico de Latimeria chalumnae por su amiga y el río Chalumna, donde se halló.

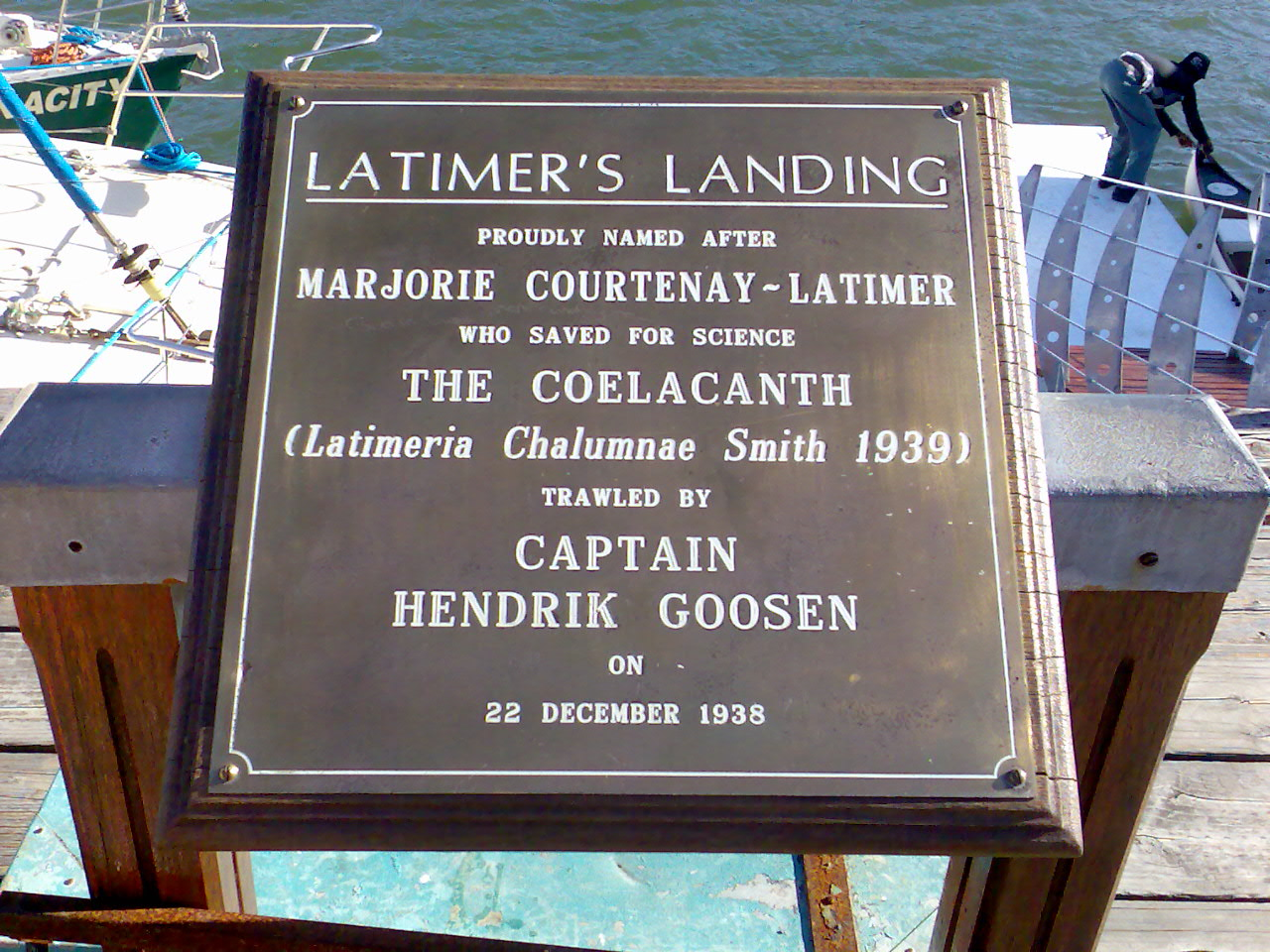
Placa de latón en Latimer's Landing East London.

## Algunas publicaciones
- 1968. A List of the Birds of Little Namaqualand. South African avifauna series 1. Con John Miall Winterbottom. Ed. revisada de Univ. of Cape Town, 48 p.

- 1964. Check List of Birds of the East London Area. South African avifauna series 20. Publicó Univ. of Cape Town, Percy Fitzpatrick Institute of African Ornithology, 76 p.

- 1948. Kannemeyeria wilsoni Broom. How it came to the East London Museum. In: A. L. du Toit (ed.) Special publications of the Royal Society of South Africa. The Robert Broom Commemorative Volume. Royal Soc. of South Africa, Cape Town, p. 107–109.